# 涼風的消散 -Where wishes are drawn to each other-
《涼風的消散 -Where wishes are drawn to each other-》是Whirlpool在2010年8月27日發售的戀愛冒險類型成人遊戲，Fan disc《舞風之融 -Where leads to feeling destination-》於2011年6月24日發售。 《涼風的消散 - days in the sanctuary -》PlayStation Portable及PlayStation 3平台遊戲分別於2012年8月23日及2011年12月15日發售。

## 故事
敘述「御代街」是一座雖然很久以前由土地神和精靈所守護着，但是隨着都市開發計劃而急速發展的城鎮。在御鷹丘學園上學的主角瀬川彰人即將擔任御代街每10年舉辦1次祭典「土地神祭」神官之時，遇見因城鎮開發而失去住所的精靈們及守護城鎮的土地神後所發生的故事。

## 登場人物
瀬川彰人
御鷹丘學園學生。由於繼承御代街的古代血脈，即將在祭典時擔任神官。鄉土史研究部的成員。初代神官秋人的轉世。
椿捺菜（聲：遠野Soyogi）
彰人的青梅竹馬。鄉土史研究部的成員。被選為土地神祭巫女。從以前就已經知道精靈們的存在。
榎本佳華（聲：五行薺）
彰人的同班同學。捺菜的朋友。鄉土研究社社長。
楸木原羽衣（聲：Miru）
轉學生。
柊月音（聲：松田理沙）
3年級學生，彰人的學姐。鄉土研究部的前部長，在佳華入部之後就退位給了她。
涼（聲：海原艾蕾娜）
從遙遠過去就已經生活在現代御代街範圍的神。因為實現了許多人的願望而被稱為「土地神」。在森林深處張開結界，和精靈生活在一起。由於某種原因而不再開口說話，能通過意念進行交談。喜歡現代的點心。

## 主題曲

### 涼風的消散
片頭曲「Believe forever」
作詞：Bee' / 作曲：上松範康（Elements Garden） / 編曲：中山真斗（Elements Garden） / 歌：佐藤裕美
片尾曲（第1首）「Treasure/Pleasure」
作詞：RUCCA / 作曲・編曲：藤間仁（Elements Garden） / 歌：櫻川惠
片尾曲（第2首）「最愛」
作詞：RUCCA / 作曲・編曲：藤田淳平（Elements Garden） / 歌：霜月遙

### 舞風之融
片頭曲「Melty Air」
作詞：ayachi / 作曲・編曲：中山真斗（Elements Garden） / 歌：佐藤裕美

## 評價
《涼風的消散 -Where wishes are drawn to each other-》在日本美少女游戏与动画相关商品销售网站Getchu.com的2010年8月销量榜上排名第1名；全年排名第23名。

## 外部連結
- 官方网站（日語）
- 舞風之融官方網站 （页面存档备份，存于）（日語）